# Astragalus terracianoi
Astragalus terracianoi là một loài thực vật có hoa trong họ Đậu. Loài này được Vals. miêu tả khoa học đầu tiên.

## Hình ảnh

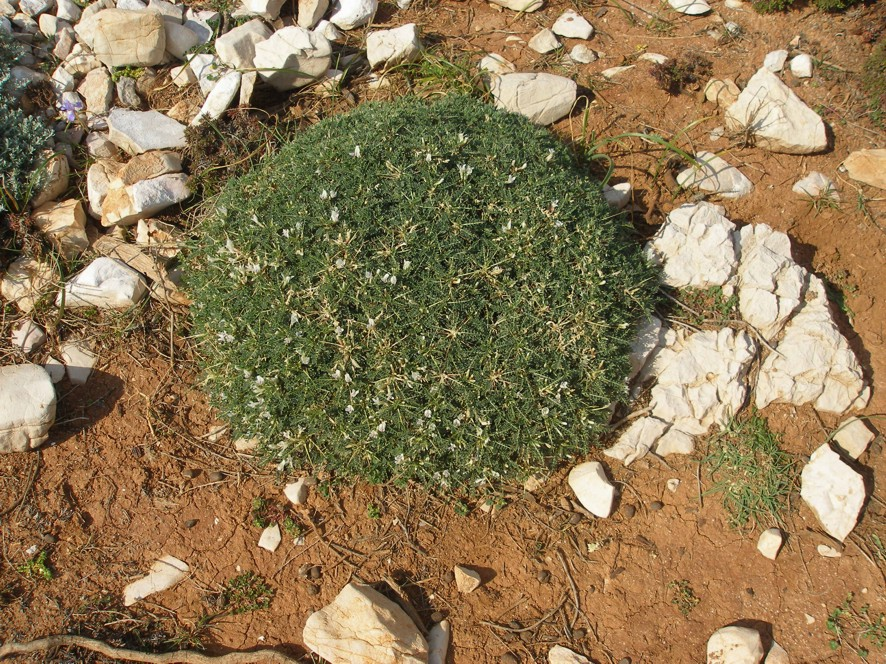
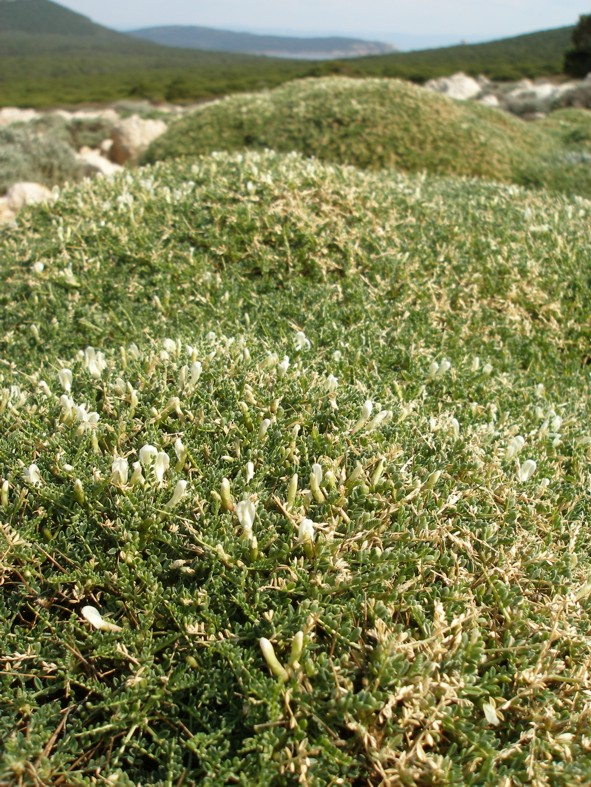
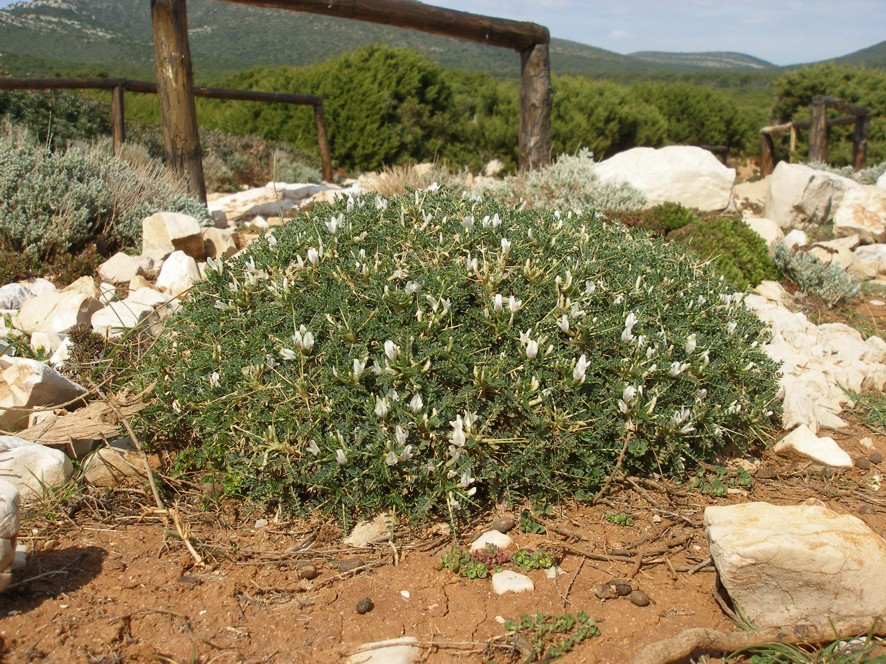
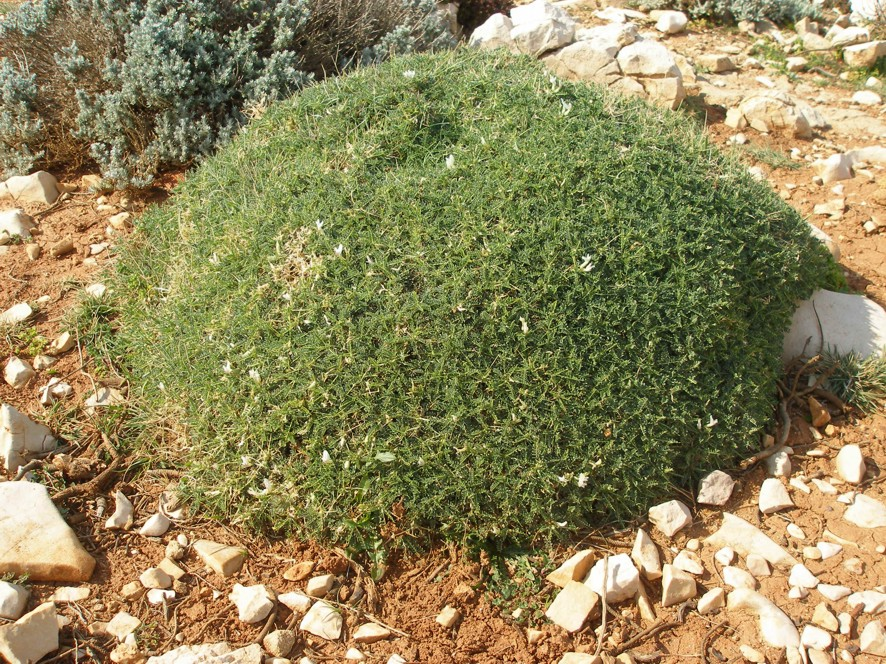